# Stuart Townend

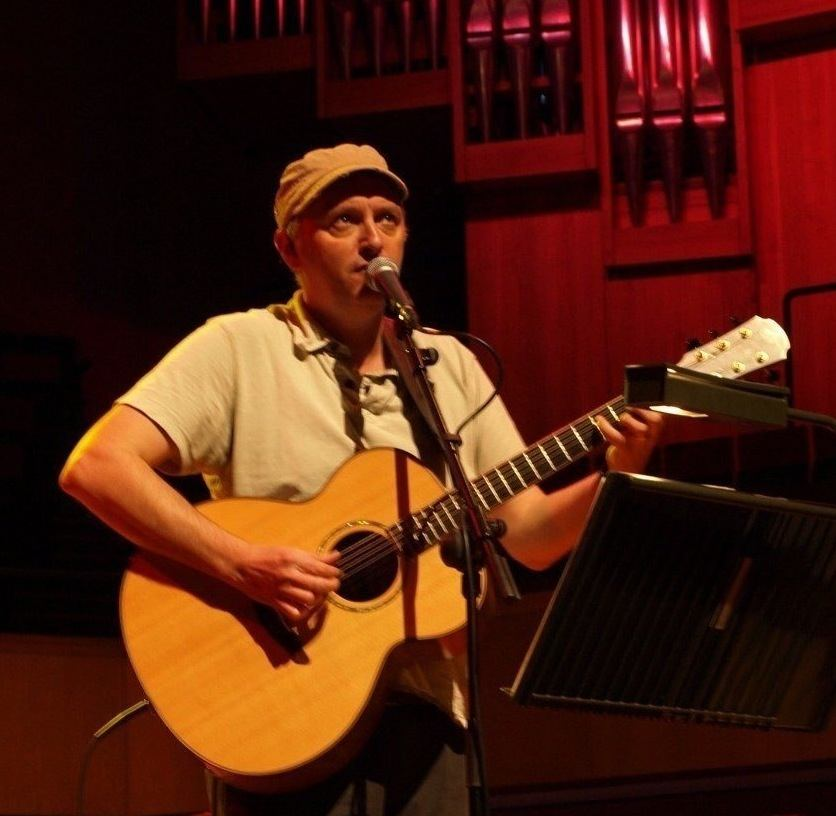
Stuart Townend en 2008

Stuart Townend es un líder de adoración británico, escritor de himmnos y música contemporánea de adoración. Sus canciones incluyen "Sólo en Cristo" (2001, coescrita con Keith Getty, siendo su primera colaboración con otro compositor), "Cuán profundo es el Amor del Padre por nosotros", "Hermoso Salvador" y "Rey de Amor".
Stuart es conocido y respetado alrededor del mundo como uno de los compositores de adoración más destacados en su generación. La profundidad lírica y teológica contenida en canciones como "In Christ Alone", "How deep the Father’s love", "The power of the cross" y "Beautiful Saviour" han hecho que algunos le comparen con grandes de generaciones anteriores, como Watts y Wesley; mientras el matrimonio entre buenas letras y melodías hermosamente accesibles (ampliamente a través de su asociación exitosa con Keith Getty) significa que sus canciones involucran géneros musicales y culturales diversos, y alcanzan cada rincón del planeta.
En 2008, CCLI coloca a la popular canción "Sólo en Cristo" en el Top 25 CCLI en su listado de canciones. En el 2005, Cross Rhythms magazine describe a Townend como "uno de los compositores más significativos en todo el campo musical internacional cristiano". El sitio cristiano Crosswalk.com comentó que, "Lo excepcional en sus escritos yace en su contenido lírico. Posee una expresión teológica y poética profunda que muchos encuentran rara hoy en día en la música de adoración cristiana.
Townend, hijo de un vicario de la Iglesia de Inglaterra en Halifax, West Yorkshire, nació en 1963 y fue el menor de cuatro hijos. Tocó música siendo muy joven y junto a su hermano Ian conformó la banda llamada Heartbeat. Comenzó a tocar el piano a la edad de 7 años y autodidacta de la guitarra a la edad de 13. A la edad de 13, hizo un compromiso cristiano, y comenzó a escribir a la edad de 22. Estudió literatura en la Universidad de Sussex, en Brighton.
Atiende y dirige la adoración en la iglesia CCK (Church Christ the King)  en Brighton, un de las iglesias de la red Nuevas Fronteras, encabezadas por Terry Virgo. De esta iglesia también ha salido un buen número de reconocidas figuras en el ámbito de la adoración, tales como Paul Oakley, Lou Fellingham, Phatfish, Simon Brading y Dave Fellingham, quien ha desempeñado un papel clave como mentor de Stuart. La iglesia también posee un programa de entrenamiento de líderes de adoración y músicos, llamado La Escuela de Adoración.
Es como compositor como Stuart ha tenido mayor impacto en la iglesia, y esto es lo que tiene más cerca al corazón. "Es tan importante que nuestras vidas no se construyan sobre nuestros sentimientos o circunstancias, sino en la palabra de Dios, y las canciones nos pueden ayudar a meditar y retener la verdad. Sé por la correspondencia que recibo regularmente que si tú puedes expresar a través de canciones la verdad profunda del Evangelio, de una manera poética y accesible, esto realmente puede tener un impacto en la vida de las personas".
Stuart ha organizado y tocado en eventos alrededor del mundo, en muchas conferencias y festivales, incluyendo "the Stoneleigh Bible Week" a principio de los 90s hasta finales de la década pasada. Ha figurado en canciones de alabanza y ha trabajado de la mano con otros músicos cristianos reconocidos, incluyendo Keith Getty, Lou Fellingham y Phatfish.

## Discografía
Sus álbumes como solista incluyen:
- Say the Word (1997)
- Personal Worship (1999)
- Lord of Every Heart (2002)
- Monument to Mercy (2006)
- The Best of Stuart Townend - Live (2007)
- There is a Hope CD & DVD (2008). Su último álbum, Creation Sings, fue publicado en mayo de 2009.